# Pogórze Wiśnickie
Pogórze Wiśnickie (513.34) – mezoregion fizycznogeograficzny stanowiący wschodnią część Pogórza Zachodniobeskidzkiego, położony między dolinami Raby i Dunajca. Od zachodu sąsiaduje z Pogórzem Wielickim, od wschodu z Pogórzem Rożnowskim, od południa z Beskidem Wyspowym.

## Topografia
Północną granicę stanowi próg denudacyjny Pogórza Karpackiego wysokości 60–80 m, za którym znajduje się Podgórze Bocheńskie. Od południa granica przebiega łagodnie z Beskidem Wyspowym. Biegnie wzdłuż rzeki Białki przez Wojakową na przełęcz między Kobyłą a Rogozową. Z przełęczy doliną do Rajbrotu, stąd drogą przez Bytomsko do Żegociny. Dalej granica biegnie przez Kamionną, Nowe Rybie, Szyk, Kostrzę, Wilkowisko, Stróżę, Skrzydlną,  Szczyrzyc i Raciechowice, Zasańską Przełęcz i pomiędzy Grodziskiem a Uklejną do Raby w Myślenicach. Raba stanowi zachodnią granicę oddzielającą Pogórze Wiśnickie od Pogórza Wielickiego. Na wschodzie Pogórze Wiśnickie ciągnie się po dolinę Dunajca (od Czchowa na północ). Z zachodu na wschód Pogórze Wiśnickie rozciąga się na około 50 km w linii prostej; część zachodnia ma szerokość zaledwie kilku kilometrów, ale część wschodnia kilkanaście. Powierzchnia wynosi około 700 km². Najwyższe wzniesienia Pogórza Wiśnickiego to: Jaszczurówka (538 m), Rogozowa (536 m), Glichowiec (527 m), Szpilówka (516 m), Piekarska Góra (515 m), Ostrysz (507 m), Grodzisko (502 m), Dzielec (496 m), Bukowiec (494 m), Sołtysie Góry (492 m), Mahulec (483 m), Trupielec (476 m), Dominiczna Góra (468 m), Krowia Góra (456 m), Paprotna (441 m).

## Budowa geologiczna i rzeźba terenu
Średnie wyniesienie mieści się między 330–480 m n.p.m., niektóre wzniesienia przekraczają jednak 500 m. Charakterystyczną cechą ukształtowania terenu są wydłużone, szerokie i spłaszczone garby, oddzielone wąskimi obniżeniami pochodzenia erozyjnego. W dolinach płyną bystre potoki należące do dorzecza Raby, Uszwicy lub Dunajca, a spadki na zboczach dochodzą do 20%. Pogórze Wiśnickie budują dolno- i górnokredowe utwory fliszowe, kredowe łupki oraz eoceńskie łupki pstre, margle, piaskowce. Są one przykryte kilkunastometrową warstwą osadów z czwartorzędu tj. glin pylastych, glin i pyłów półzwartych, pyłowymi utworami lessopodobnymi. W północnej części na granicy z Podgórzem Bocheńskim teren przykrywają głównie utwory pylaste w postaci pseudobielicowych gleb. Woda i wiatry stale zmieniają krajobraz w wyniku procesów erozyjnych, takich jak deflacja i spłukiwanie, oraz akumulacji materiału. Zaniechanie upraw wraz ze wzrostem powierzchni lasów i łąk zahamowały dostawę materiału do potoków, co powodowało wzrost energii potoków i silniejsze erodowanie dolin rzecznych. Charakterystyczną cechą wzniesień Pogórza Wiśnickiego jest występowanie licznych wystających z ziemi skałek, ostańców wierzchołkowych i wychodni. Z ważniejszych warto wymienić Kamienie Brodzińskiego, Nową Muchówkę, Kamień-Grzyb w Połomiu Dużym, Kamień-Grzyb w Zegartowicach, Kamień Żółw w Tarnawie, Skałki Chronowskie, Diabelski Kamień w Kornatce, Skałki w Drogini, Diabelski Kamień w Trzcianie i  Diabelski Kamień w Szyku.

## Ludność i zabytki regionu
Brak większych ośrodków miejskich. Największe miasto, Bochnia, leży na północnej granicy regionu, jedynym miastem całkowicie położonym w tym regionie jest znajdujący się w jego środku Nowy Wiśnicz. Z większych miejscowości warto wymienić Dobczyce leżące w dolinie Raby na styku z Pogórzem Wielickim. Inne większe miejscowości to: Lipnica Murowana, Łapanów oraz Żegocina i Szczyrzyc na granicy z Beskidem Wyspowym. W części północnej pokrytej żyznymi glebami dobrze rozwija się rolnictwo. Z ważniejszych zabytków regionu warto wymienić: XV-wieczny zamek w Dębnie, Zamek Kmitów i Lubomirskich w Nowym Wiśniczu, ruiny zamku w Melsztynie, Czchowie i Wielkiej Wsi, zespół urbanistyczny Czchowa, rynek w Lipnicy Murowanej i kościół św. Leonarda, kaplica-grota w Porąbce Uszewskiej, liczne zabytkowe kościoły, np. w Czchowie, Sobolowie, Łapczycy, Chronowie, Trzcianie.

## Przyroda
Środowisko naturalne jest w niewielkim tylko stopniu skażone, gdyż brak tu ciężkiego przemysłu i wielkich aglomeracji miejskich, a rolnictwo zbliżone jest do ekologicznego. Cały obszar pogórza wchodzi w skład Obszaru Chronionego Krajobrazu Pogórza Wiśnickiego. Są 3 rezerwaty przyrody: Kamień-Grzyb, Bukowiec i rezerwat przyrody Panieńska Góra, są liczne pomniki przyrody, głównie okazałe stare drzewa oraz duże skały. Z rzadkich w Polsce roślin występują takie gatunki, jak: storczyk blady, kruszczyk połabski, kosaciec syberyjski, marzanka pagórkowa, pajęcznica gałęzista. Przeprowadzone w latach 1998−2000 badania lichenologiczne wykazały występowanie 163 gatunków porostów, w tym również gatunków rzadkich i chronionych.

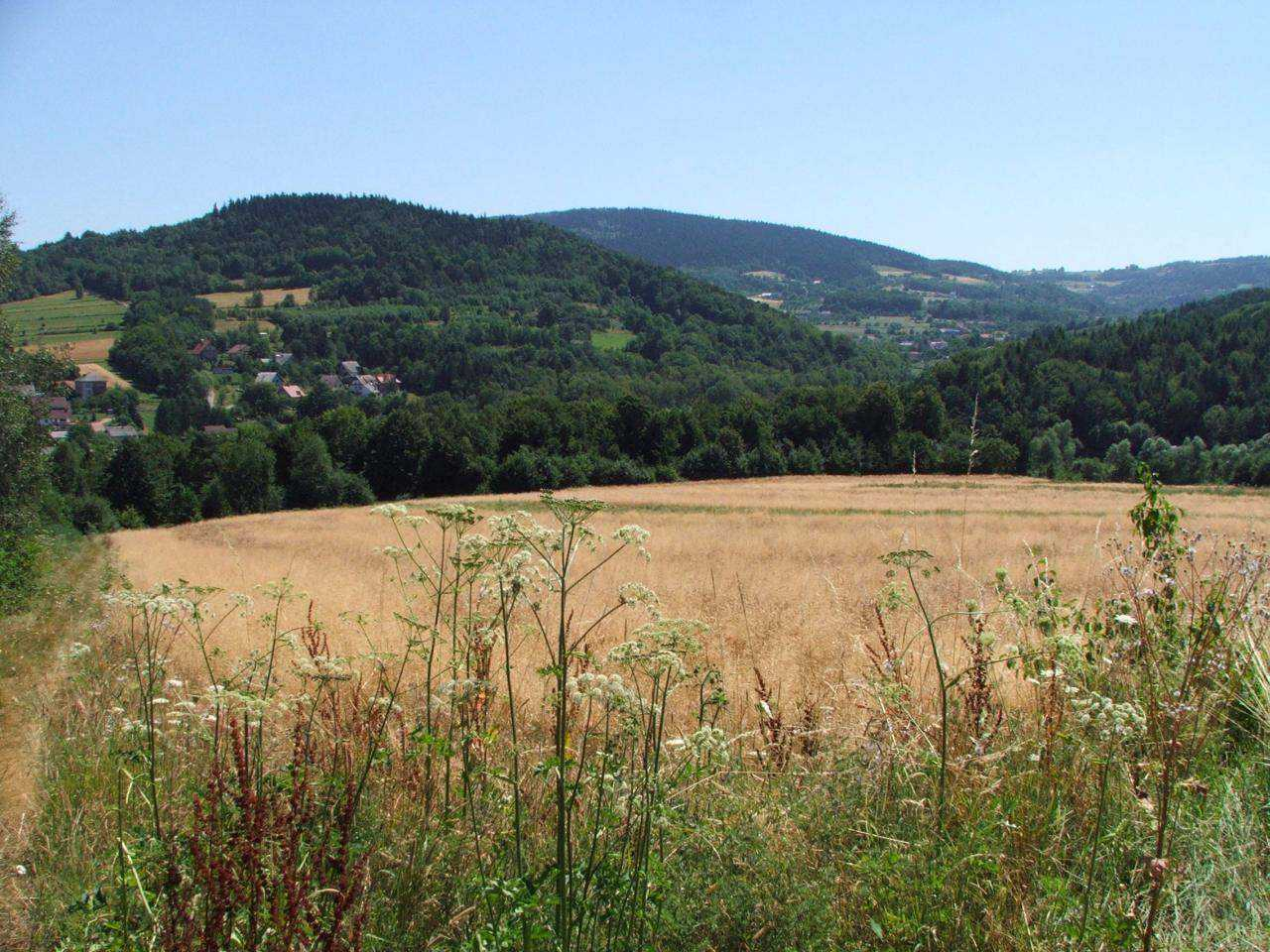
Żarnówka – jedno ze wzniesień Pogórza Wiśnickiego. Na prawo od niej Łopusze
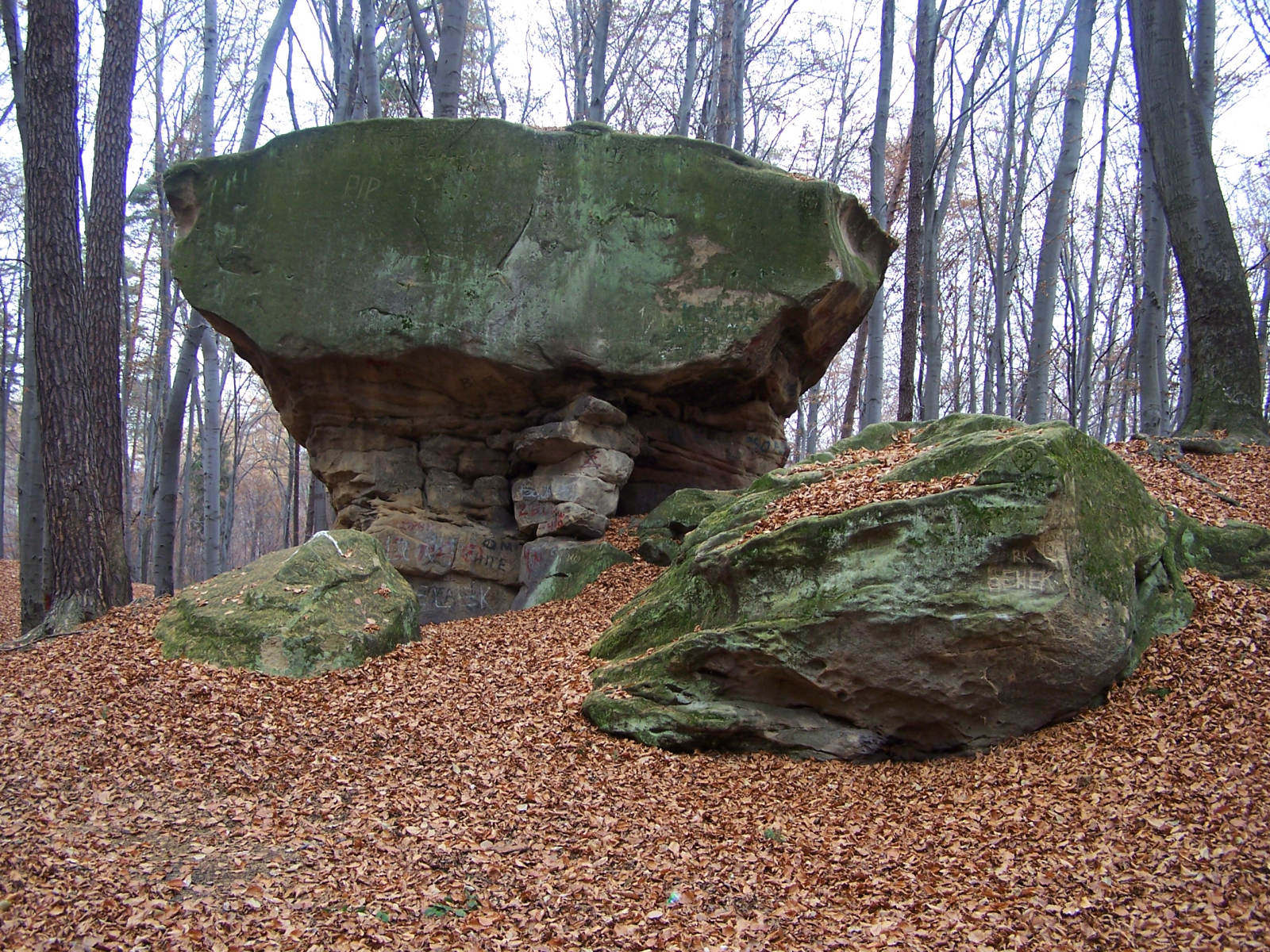
Na wzgórzach w wielu miejscach występują skalne ostańce
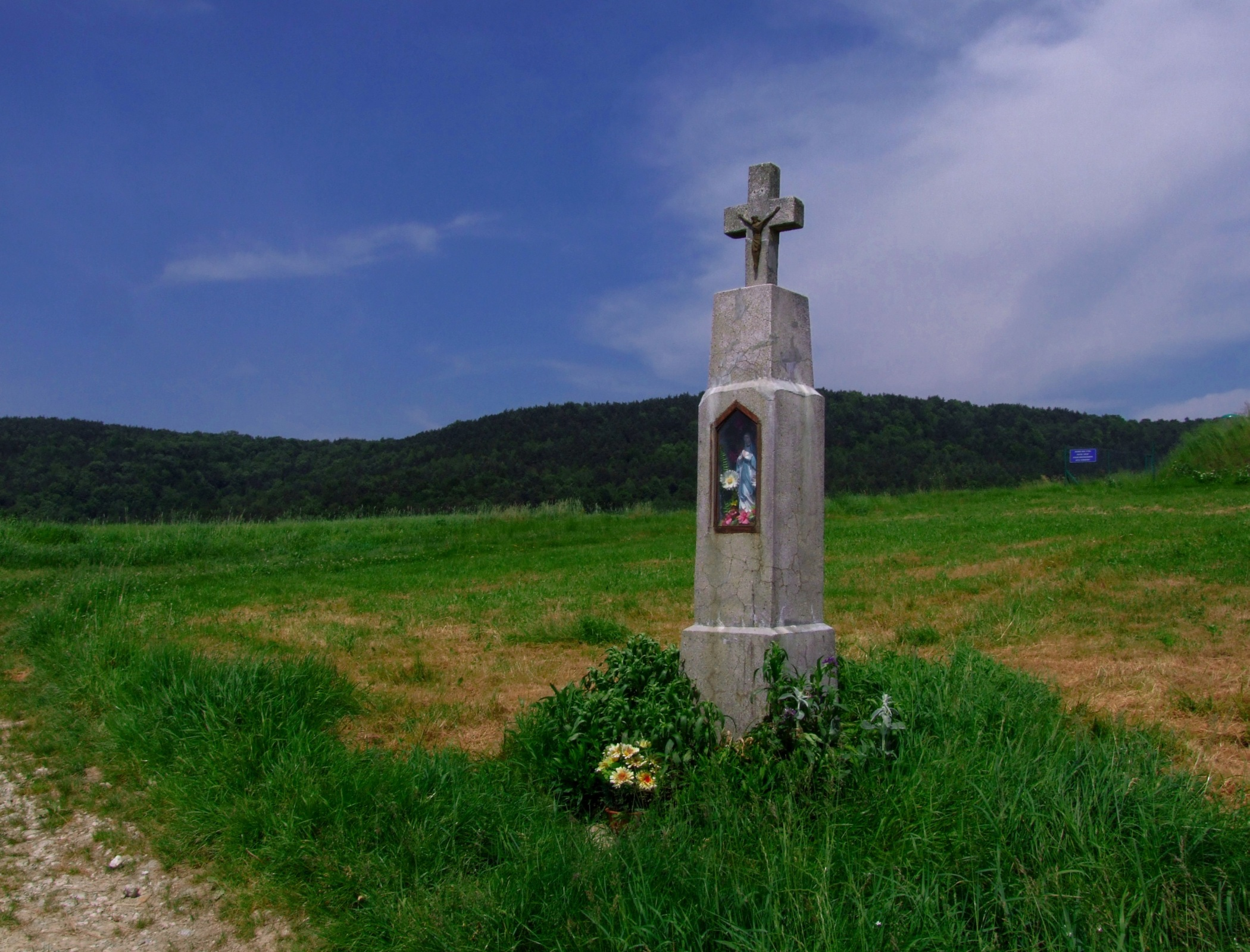
Widok z Iwkowej na Bukowiec
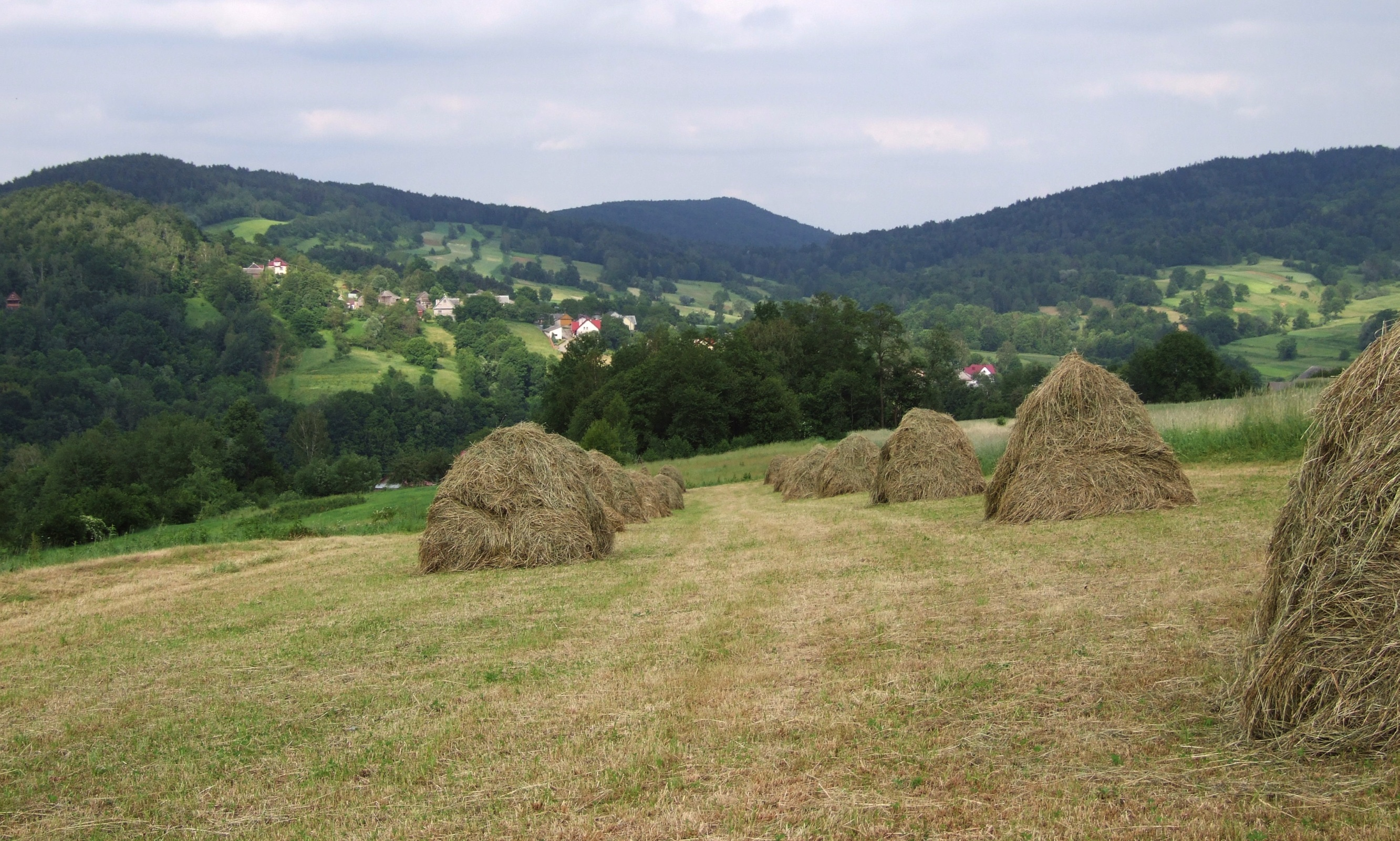
Pogórze Wiśnickie w okolicach Rajbrotu
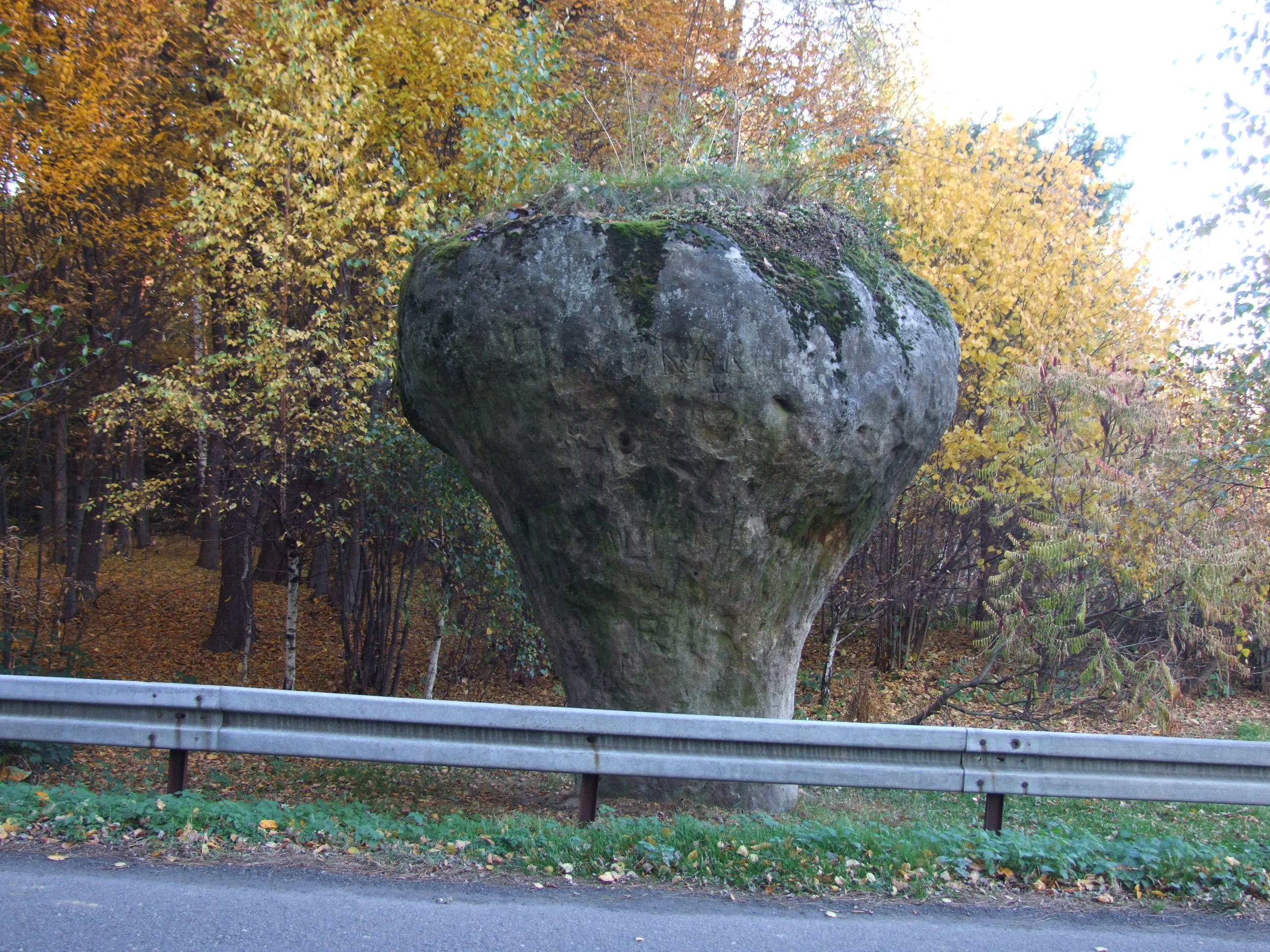
Grzyb Skalny w Zegartowicach

## Szlaki turystyczne
– niebieski: Bochnia – Nowy Wiśnicz – Kamień-Grzyb – Paprotna (obok Kamieni Brodzińskiego) – Rajbrot – Łopusze – Przełęcz Rozdziele – Widoma – góra Kamionna – Pasierbiecka Góra – Tymbark.

 – z Rajbrotu obrzeżem Pogórza Wiśnickiego przez Dominiczną Górę, Piekarską Górę, Szpilówkę i Bukowiec.

 – z Biadolin Szlacheckich przez Dębno, wzgórze Dąbrowa, miejscowość Jaworsko, górę Wolnicę (408 m), do Melsztyna.

 – z Wojnicza przez Wielką Wieś, na Panieńską Górę (331 m).